# Житковичи (станция)
Житковичи (бел. Жы́ткавічы) — станция Гомельского отделения Белорусской железной дороги в Житковичском районе Гомельской области Беларуси. Расположена в городе Житковичи, на линии Гомель — Брест, между станцией Бринёво и станцией Людиневичи.

## История
В 80-х годах позапрошлого столетия стали интенсивно строиться железнодорожные дороги на Полесье.
Станция возникла с постройкой Полесских железных дорог в 1886 году в деревне Житковичи, которая из станционного поселка в итоге выросла в город, районный центр.
В 1886 году была сдана в эксплуатацию железнодорожная линия Лунинец — Гомель и открыта станция Житковичи.
До открытия станции рядом с Житковичами были еще и две небольшие деревни: Бережье (современная улица Коммунистическая) и Заречье (современная улица Пролетарская).
Первый поезд через Житковичи прошел 15 (27) февраля 1886 года. Первым начальникам железнодорожной станции был дворянин П. Р. Кюльвейн.
Железная дорога давала значительную прибыль, стали возможными отчисления на развитие, строительство, расширение работ. Со станции отправлялась ежегодно по 280 тысяч пудов лесоматериалов.

Магистраль быстро набирала популярность среди жителей. Вначале поезда курсировали только днем, а через некоторое время появилось и круглосуточное расписание.
В «Памятной книге Минской губернии» за 1890 год помещено расписание движения поездов через станцию Житковичи: «Житковичи. Брест-Брянск Полесской железной дороги. Расстояние до уездного города (Мозыря) — 105 верст, до ближайшей пристани (Туров) — 28 верст. Прибытие в Житковичи 1 время 10 минут ночи. Цена билета до Брянска (в копейках): I кл. — 968, II кл. — 726. Отправление 4 ч. 43 мин. Цена билета до Бреста (в копейках) I кл. — 1778…».
Первое пассажирское здание было деревянным. В послевоенные годы перегон Житковичи — Бринёво стал однопутным, Житковичи — Микашевичи — двухпутным до моста через Случь.
Наибольший рост станции связан с ростом Житкович в 1970-е гг., с постройкой ЖМЗ (проложен 7-километровый подъездной путь с путевым развитием у завода), элеватора (подъездной путь), организации крупнейшего в Гомельской области леспромхоза (подъездной путь), устройством перегрузочной станции с узкой колеи Червоненской системы (перегрузка торфобрикетов червоненского ТБЗ/подъездной путь) и многочисленным небольшим организациям районного снабжения.
К началу 1990-х гг. через станцию построен пешеходный мост.
На станции два парка. Восточный (с пассажирским зданием и платформами) имеет 5 путей, западный — 8 путей.
На сегодня Житковичи — крупнейшая линейная станция линии Калинковичи — Лунинец по пассажиропотоку и вторая — по грузопотоку (после ст. Ситница).

## Описание
18 регулярных поездов проходят через железнодорожную станцию Житковичи.
Список регионов, которые соединены маршрутами поездов, проходящими через эту железнодорожную станцию: Брестская область, Гродненская область, Гомельская область, Витебская область, Могилёвская область.
На железнодорожной станции "Житковичи" можно приобрести билеты до населённых пунктов: Барановичи, Гродно, Калинковичи, Гомель, Микашевичи, Ганцевичи, Василевичи, Лида, Лунинец, Мосты, Богушевск, Брест, Оболь, Шумилино, Витебск, Быхов, Жлобин, Жабинка, Могилёв, Орша, Пинск, Кобрин, Полоцк, Светлогорск, Шклов, Иваново, Рогачёв, Дрогичин и др.
Среднее время остановки на ж/д станции "Житковичи" составляет 1 мин.
Самое длительное время стоянки составляет 5 минут для поезда, следующего по маршруту 603Б Гомель — Брест.

## Остановочные пункты
| Предыдущая станция | Белорусская железная дорога | Следующая станция |
| ------------------ | --------------------------- | ----------------- |
| Бринёво            | Гомель — Брест              | Людиневичи        |